# メアリー・フィッツクラレンス

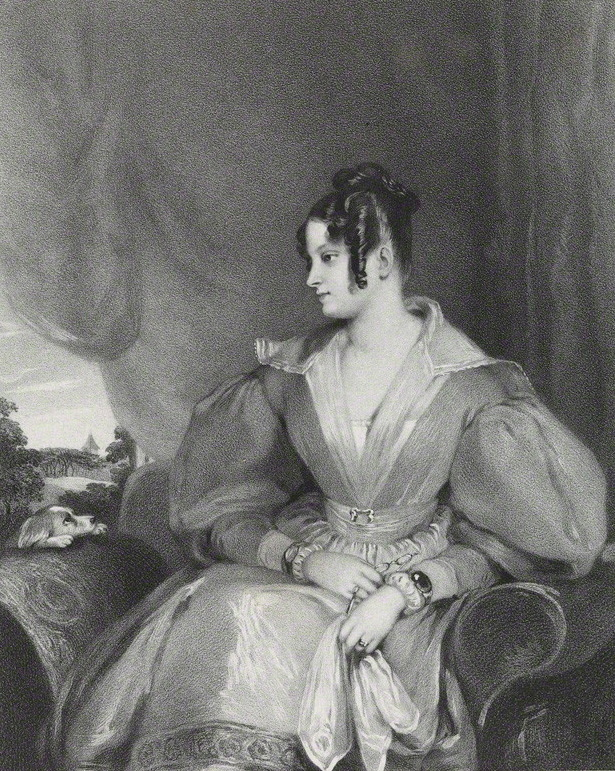
レディ・メアリー・フォックス、R・J・レーン画、1836年

レディ・メアリー・フォックス（Lady Mary Fox, 1798年12月19日 - 1864年7月13日）は、王位継承前のイギリス王ウィリアム4世と、愛妾で女優のドロシー・ジョーダンの間の4番目の非嫡出子・次女。

## 生涯
テディントンのブッシー・ハウスで誕生した。1820年、メアリーの3歳年下の妹エリザベスが、ホランド卿とホランド卿夫人の長男だが両親の婚前に出生したため家督を継げないチャールズ・リチャード・フォックスと交際するようになった。2人の結婚はホランド卿夫妻の反対で実現しなかったが、その4年後、フォックスがエリザベスの姉メアリーを妻に選んだ際には、卿夫妻はこれに反対しなかった。フォックスとメアリーの結婚式は1824年6月19日ロンドン・メイフェアのセント・ジョージ教会で執り行われた。
フォックス夫妻は1827年までに、ホランド男爵家のロンドン本邸ホランド・ハウスの地所内に建つ寡婦邸宅・リトル・ホランド・ハウスを住居とした。1829年9月、夫妻はチャールズの軍務のためカナダに移った
。翌1830年6月に父ウィリアム4世はイギリス王位に就くと、遠方にいる娘を心配し、フォックスをカナダからイングランド本国に召還した。父王は1831年5月24日、メアリーを含む自分の娘たちに侯爵令嬢の身分を授けた。王室に連なる者として、メアリーはウィンザー城の家政責任者を任せられた。
1837年、メアリーはフェミニズム的ユートピアを描いたゴシック小説『ニュー・ホランド内陸部の探検に関する記録（An Account of an Expedition to the Interior of New Holland）』を発表した。この小説は、ニュー・ホランド（オーストラリア）をミステリアスで「非現実的」な場所として描写する当時の言説の好事例と言える。
父ウィリアム4世は、ヘンリー8世以来300年にわたり王室の御物であった『アンソニーの巻物』第2巻（全3巻）をメアリーに贈ったが、テューダー朝時代の英国海軍史に関するこの巻物にメアリーはさして興味を持たなかったようである。1857年1月、大英博物館写本部門責任者サー・フレデリック・マッデンは、メアリーが教会「か何かそうしたもの」を建てる基金を立ち上げるために、巻物を売却しようとしていると知り、巻物を買い取っっている。
夫との間に子の無いまま1864年に死去し、ケンサル・グリーン墓地に葬られた。

## 引用・脚注
1. 1 2 3 4  Farrell, Stephen (2008年1月). “FOX, Charles Richard (1796–1873), of 1 Addison Road, Kensington and 33 South Street, Grosvenor Square, Mdx.”. The History of Parliament: the House of Commons 1820-1832.   Cambridge University Press. 2019年6月30日時点のオリジナルよりアーカイブ。2013年2月16日閲覧。
2. 1 2  Wright, C. J. “Fox, Charles Richard”. Oxford Dictionary of National Biography (英語) (online ed.). Oxford University Press. doi:10.1093/ref:odnb/10025. (要購読、またはイギリス公立図書館への会員加入。)
3. ↑  Pierce, Peter (2009). The Cambridge History of Australian Literature. Cambridge University Press. ISBN 978-0521881654
4. ↑  Gibson, Ross (1984). The diminishing paradise: changing literary perceptions of Australia. Sirius Book. ISBN 0207149267
5. 1 2  Knighton, C. S.; Loades, David (2000). The Anthony Roll of Henry VIII's Navy: Pepys Library 2991 and British Library Additional MS 22047 with related documents. Ashgate Publishing. ISBN 0-7546-0094-7